# Beech Hill
Beech Hill è un villaggio e parrocchia civile dell'Inghilterra, appartenente alla contea del Berkshire.